# Tipuloidea
Tipuloidea là một liên họ trong bộ Hai cánh bao gồm các họ còn tồn tại Pediciidae và Tipulidae (họ Ruồi hạc), và các họ tuyệt chủng như Architipulidae và Eolimnobiidae.
Có ít nhất 15.300 loài ruồi hạc đã được miêu tả, hầu hết trong số đó (75%) do Charles Paul Alexander miêu tả.

## Phân loại
- Cylindrotomidae Schiner, 1863
- Limoniidae Rondani, 1856
- Pediciidae Osten Sacken, 1860
- Tipulidae Latreille, 1802